# Scheinbar (Astronomie)
Das fachsprachliche Attribut scheinbar in der Astronomie hat eine vom gemeinsprachlichen Gebrauch abweichende Bedeutung. Scheinbar im astronomischen Sinne deutet keinen Zweifel an der Realität oder Zuverlässigkeit einer betrachteten Größe an. Der Fachausdruck bezeichnet die beobachtbaren Merkmale eines astronomischen Objektes, im Unterschied zu rein rechnerisch ermittelten Größen (z. B. mittleren Positionen). Dies äußert sich auch darin, dass scheinbar (im astronomischen Sinne) teils synonym zu wahr (im astronomischen Sinne) gebraucht wird.
Scheinbare Größen sind stets Größen, die dem Beobachter erscheinen, die also der konkreten Beobachtung und Messung zugänglich sind, wenn auch nicht immer unmittelbar. Das englische Wort „apparent“‚ 'offenbar, anscheinend, dem Eindruck entsprechend‘, gibt diesen Sachverhalt besser wieder. In der Regel ist genau spezifiziert, wie sich die scheinbaren Größen von anderen Größen unterscheiden, die genaue Bedeutung ist jedoch je nach Zusammenhang verschieden.

## Scheinbar im astronomischen Sinne

### Gestirnspositionen
Die von einem erdgebundenen Beobachter gemessene Position eines Sterns hängt nicht nur vom Ort des Sterns selbst ab, sondern auch von zeitabhängigen Veränderungen in den benutzten Koordinatensystemen und verschiedenen physikalischen Umgebungseinflüssen. Sternkataloge können daher nur die mittlere Position eines Sterns angeben; diese muss vom Benutzer je nach Beobachtungssituation in die tatsächlich zu beobachtende scheinbare Position umgerechnet werden.
Die mittlere Position ist die Position eines Sterns an der Himmelskugel, wie sie von einem Beobachter im Schwerpunkt des Sonnensystems gesehen würde, bezogen auf Ekliptik und mittleres Äquinoktium des Datums.
Die scheinbare Position ist die Position des Sterns, wie sie von einem Beobachter im Erdmittelpunkt gesehen würde, oder von der Oberfläche aus gesehen wird, bezogen auf die momentane Lage von Äquator, Ekliptik und Äquinoktium. Zur Bestimmung der geozentrischen scheinbaren aus der mittleren Position müssen die Eigenbewegung des Sterns, die Präzession, die Nutation, die jährliche Aberration, die jährliche Parallaxe und die Lichtablenkung im Gravitationsfeld der Sonne berücksichtigt werden, bei hohen Genauigkeitsansprüchen noch zusätzliche Effekte, für die topozentrische beispielsweise noch die tägliche Aberration und Parallaxe und atmosphärische Lichtablenkung.
Die wahre Position eines Sternes ist durch die immense Entfernung und der Zeit, die durch endliche Lichtgeschwindigkeit vergeht, bis uns sein Licht erreicht, von der scheinbaren Position verschieden. Diese werden in Sternkatalogen als Eigenbewegung erfasst und sind bei Berechnungen, die sich über längere Zeiträume (etwa Jahrtausende) erstrecken, zu berücksichtigen.

### Positionen anderer Himmelskörper
Während die Bewegungen der Himmelskörper in einem idealen Zweikörpersystem den Keplerbahnen folgen, stellt sich in der Realität die Situation als Mehrkörperproblem durch die auftretenden Bahnstörungen wesentlich komplexer dar. Daher wird für Ephemeridenrechnungen der Himmelsmechanik aus rechentechnischen Gründen ein mittleres Objekt definiert, das einer gleichmäßigeren Bahn folgt. Zur Berechnung der wahren Position werden dann im Allgemeinen zusätzliche Terme der Störungsrechnung herangezogen.
Für die Bestimmung der scheinbaren Position eines Planeten – oder eines anderen Objekts des Sonnensystems – aus seiner geometrischen Position ist zusätzlich auch die Lichtlaufzeit zu berücksichtigen.

### Sonnenzeit
Die Sonnenzeit (auch: wahre Ortszeit) ist der Stundenwinkel der Sonne. Wegen der Elliptizität der Erdbahn und der Schiefstellung der Erdachse wächst der Stundenwinkel der Sonne nicht streng gleichförmig an (siehe Zeitgleichung).
Bestimmt man die Sonnenzeit durch Beobachtung aus der Position der wahren (auch: scheinbaren) Sonne, so erhält man die wahre (auch: scheinbare) Sonnenzeit. Sie verläuft wegen der Zeitgleichung nicht streng gleichförmig.
Entfernt man den Einfluss der Zeitgleichung rechnerisch, so erhält man die Position der fiktiven so genannten mittleren Sonne. Ihr Stundenwinkel ist die mittlere Sonnenzeit.
Die Sonnenuhr misst die „wahre“ Ortszeit, also den tatsächlichen Strahl der Sonne, die mittlere Sonnenzeit war eine erste theoretische Näherung zu einer gleichförmigen Zeitrechnung, in der zumindest die Tage über das Jahr weitgehend gleich lang sind.

### Sternzeit
Die Sternzeit ist der Stundenwinkel des Frühlingspunkts. Die Position des Frühlingspunkts bezüglich der Fixsterne unterliegt der Präzessionsbewegung sowie, dieser überlagert, einer geringfügigen Nutationbewegung.
Bestimmt man die Sternzeit aus der Position des wahren (auch: scheinbaren) Frühlingspunktes, das heißt unter Berücksichtigung der Nutation, so erhält man die wahre (auch: scheinbare) Sternzeit.
Für manche Zwecke genügt es, den Einfluss der Nutation zu ignorieren und zur Positionsbestimmung des Frühlingspunkts bezüglich der Fixsterne nur seine Präzessionsbewegung zu berücksichtigen. Der so bestimmte, nur rechnerisch existente Frühlingspunkt ist der so genannte mittlere Frühlingspunkt, sein Stundenwinkel ist die mittlere Sternzeit.
Der scheinbare Frühlingspunkt ist zwar kein reales Objekt, und daher ebenso wenig unmittelbar beobachtbar wie der mittlere Frühlingspunkt. Seine Position folgt jedoch direkt aus Beobachtung der Bewegungen von Sonne und Planeten.

### Helligkeit
Die scheinbare Helligkeit eines Sterns ist die von einem Beobachter gemessene Helligkeit (mit oder ohne Einfluss der Atmosphäre). Sie hängt neben der Leuchtkraft des Sterns vor allem von seinem Abstand und gegebenenfalls von der Absorptionsfähigkeit des interstellaren Mediums zwischen Beobachter und Stern ab.
Um die tatsächlichen Leuchtkräfte der Sterne untereinander vergleichen zu können, rechnet man auf die absolute Helligkeit um, das ist die scheinbare Helligkeit, die der Stern hätte, wenn er in einer Entfernung von zehn Parsec stünde.

### Scheinbare Größe
Die scheinbare Größe eines Objektes ist die Winkelausdehnung, unter der es einem Beobachter erscheint. Sonne und Mond haben ungefähr dieselbe scheinbare Größe, nämlich jeweils ungefähr ein halbes Grad. Der Ringnebel in der Leier hat einen scheinbaren Durchmesser von etwa 118 Bogensekunden.

## Scheinbar im umgangssprachlichen Sinne

### Himmelskugel
Die Entfernungen der beobachteten Himmelskörper erstrecken sich von einigen hundert Kilometern bis zu mehreren Milliarden Lichtjahren. Für zahlreiche Zwecke (beispielsweise für die Aufgabenstellungen der sphärischen Astronomie, für die Messung und Berechnung von Sternpositionen usw.) genügt es jedoch, die unterschiedlichen Entfernungen zu ignorieren und die betreffenden Objekte so zu behandeln, als ob sie alle an der Innenseite einer unendlich groß gedachten Himmelskugel angebracht seien. Um deren rein imaginären Charakter zu verdeutlichen, spricht man gelegentlich ausdrücklich von der „scheinbaren Himmelskugel“.

### Himmelsdrehung
Die Erde dreht sich während eines Sterntages einmal von West nach Ost um sich selbst. Für einen erdgebundenen Beobachter, der sich und die Erde in Ruhe wähnt, scheint sich jedoch während dieses Zeitraums die Himmelskugel einmal um 360° von Ost nach West zu drehen. Da es für zahlreiche Zwecke (z. B. Koordinatenumrechnungen) einfacher ist, die Himmelskugel und nicht den Beobachter als bewegt zu betrachten, spricht man in diesen Fällen entgegen aller physikalischer Erkenntnis oft von der „Himmelsdrehung“. Um zu verdeutlichen, dass es sich nicht um eine physikalisch reale Bewegung des Himmels handelt, bezeichnet man sie gelegentlich ausdrücklich als „scheinbare Himmelsdrehung“.
Die so genannte „scheinbare tägliche Bewegung“ der Fixsterne ist die unmittelbar sichtbare Folge der scheinbaren Himmelsdrehung: Sie erfolgt mit einer Umdrehung innerhalb eines Sterntages von etwa 23 Stunden und 56 Minuten, und entlang der Parallelkreise der Himmelskugel.
Zur Bestimmung der Uhrzeit aus dem Stand des Sternhimmels gibt es die Methode der „Himmelsuhr“, die aus der Stellung des Großen Wagens und dem Datum die jeweilige genäherte Zonenzeit ergibt.
Die Sonne bewegt sich bezüglich der Fixsterne (siehe nächsten Abschnitt), und zwar um etwa ein Grad jeden Tag und in der der scheinbaren Himmelsdrehung entgegengesetzten Richtung. Die durch die scheinbare Himmelsdrehung verursachte „scheinbare tägliche Bewegung“ der Sonne erfolgt daher etwas langsamer als die der Fixsterne, sie braucht im Mittel einen Sonnentag von 24 Stunden, um eine scheinbare Umdrehung zu vollenden.

### Sonnenbahn
Während die Erde im Laufe eines Jahres die Sonne umkreist, erscheint die Sonne einem irdischen Beobachter jeden Tag vor einem anderen Fixsternhintergrund (zumindest sofern man sich die Sterne auch am Tage sichtbar denkt; mit Fernrohren können hellere Sterne am Taghimmel beobachtet werden). Die Sonne scheint einmal im Jahr auf einem Großkreis (der Ekliptik) rund um den Fixsternhimmel zu laufen. Es ist oft bequemer, die Sonne als bewegt zu betrachten und ihre vermeintliche Bewegung durch einschlägige Formeln zu beschreiben, als die jeweilige Stellung der Erde zu berechnen und daraus die zu beobachtende Position der Sonne am Fixsternhimmel zu bestimmen. Um dennoch anzuerkennen, dass es in Wirklichkeit die Erde ist, die sich bewegt, spricht man gelegentlich ausdrücklich von der „scheinbaren jährlichen Bahn“ der Sonne.
Ähnliches gilt für den durch die Rotation der Erde verursachten täglichen Lauf der Sonne über das Himmelsgewölbe. Da der Beobachter unmittelbar zu sehen glaubt, wie die Sonne im Tagesrhythmus ihren Tagbogen durchwandert, ist es auch hier in der Regel einfacher, die Veränderung des Sonnenstandes als Bewegung der Sonne zu beschreiben und nicht als bloße Änderung der Beobachtungsrichtung infolge der Erddrehung. Soll betont werden, dass es sich nicht um eine reale Bewegung handelt, spricht man ausdrücklich von der „scheinbaren täglichen Bahn der Sonne“. Während die scheinbare jährliche Sonnenbahn sich entlang der Ekliptik erstreckt, verläuft die scheinbare tägliche Sonnenbahn entlang eines Parallelkreises.